# Giochi pan-armeni
I giochi panarmeni (o pan-armeni) (in armeno Համահայկական խաղեր? - "Hamahaykakan khagher") sono una manifestazione multisportiva in cui si affrontano sportivi provenienti dall'Armenia e dalla diaspora armena. La manifestazione ha luogo nella capitale armena, Erevan, e prevede competizioni sia individuali sia a squadre.

## Partecipazione
La partecipazione ai giochi panarmeni è aperta a tutti i possessori di un passaporto armeno, indipendentemente dalla nazione di provenienza, e a tutti i cittadini di altre nazioni di discendenza armena e ai loro coniugi.

## Storia

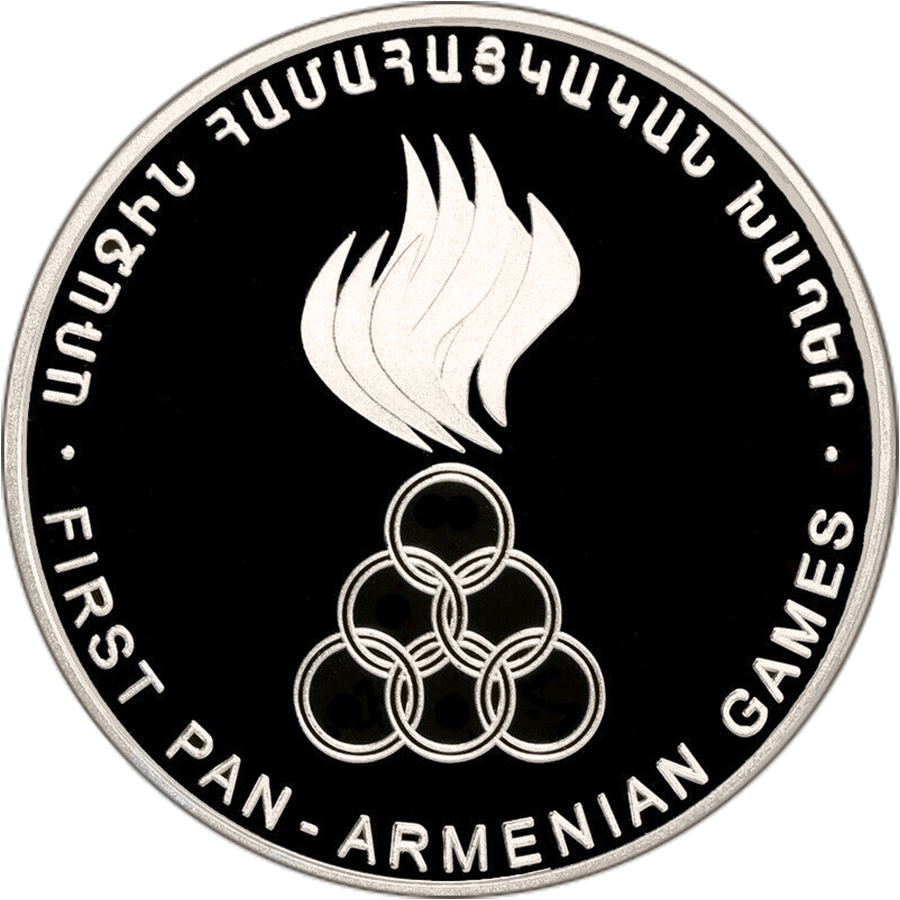
Il logo della prima edizione dei Giochi panarmeni

L'origine dei giochi panarmeni si deve al diplomatico sovietico Ashot Melik-Shahnazaryan, il quale ebbe l'idea di organizzare delle competizioni universali per tutti gli armeni durante un viaggio di rappresentanza da lui effettuato nel 1965 a Brazzaville, nella Repubblica del Congo, che in quell'anno si stava preparando a partecipare alla prima edizione dei Giochi panafricani. Essendo al tempo l'Armenia parte dell'Unione Sovietica, però, tale idea fu considerata da Mosca troppo nazionalistica, quindi Shahnazaryan dovette aspettare fino all'indipendenza della nazione per poter provare a porre in essere la sua idea.
Così, solo nel 1995, pochi anni dopo la dichiarazione di indipendenza dell'Armenia, mentre si trovava a Parigi come ospite dei Giochi Mondiali dell'Unione Generale Armena di Beneficenza (UGAB), Melik-Shahnazaryan poté pubblicamente annunciare per la prima volta l'intenzione di creare i Giochi panarmeni. L'ex diplomatico ottenne velocemente il supporto delle comunità costituenti la diaspora armena con cui non aveva mai avuto rapporti durante il periodo sovietico. In particolare, l'idea di organizzare dei giochi che coinvolgessero tutti gli armeni sotto il motto "Unity through Sport" (in inglese:"Unità attraverso lo sport") fu fortemente sostenuta dalle rappresentative dell'Homenetmen, dell'UGAB e dell'Homenmen presenti nelle città di Los Angeles, Toronto, Montréal, Beirut, Parigi e molte altre.
Durante il congresso di fondazione che si tenne il 30 aprile 1997 a Erevan, fu così creato il Comitato Mondiale dei Giochi Panarmeni (World Committee of Pan-Armenian Games, WCPAG) grazie alla partecipazione sia delle tradizionali unioni sportive della diaspora armene sia dell'organizzazione sportivo-culturale armeno-iraniana "Ararat". Del comitato entrarono a far parte rappresentative di organizzazioni pubbliche e private provenienti dall'Armenia così come rappresentative di comunità armene in Iran, Argentina, Turchia, Australia, Germania, Canada, Cipro, Francia ed altre nazioni. Come primo presidente del comitato fu eletto Ashot Melik-Shahnazaryan, il quale fu anche il creatore della bandiera dei giochi, delle medaglie, dei trofei, di quasi tutti i simboli dell'organizzazione e perfino delle canzoni che accompagnarono le cerimonie di apertura e di chiusura della manifestazione.
Oggi il Comitato è un'organizzazione internazionale non governativa che collabora con il Comitato Olimpico Internazionale (CIO), l'UNESCO, il Consiglio d'Europa e altri enti per contribuire allo sviluppo e alla promozione dello sport in Armenia.

## I Giochi
I Giochi panarmeni sono costituiti da un insieme di competizioni sportive sia individuali che a squadre tra atleti provenienti dalla Repubblica di Armenia e da altri paesi purché di discendenza armena. A differenza degli altri giochi di questi tipo, però, nel caso di sportivi provenienti da altri paesi, questi rappresentano la città da dove provengono, non la nazione.
Le competizioni si svolgono principalmente a Erevan, la capitale armena, e comprendono diversi sport tra cui calcio, showbol, pallacanestro, pallavolo, nuoto, badminton, tennis, tennistavolo, scacchi e atletica leggera.
I primi Giochi panarmeni si sono svolti dal 28 agosto al 5 settembre 1999 e hanno visto la partecipazione di delegazioni provenienti da 62 città per un totale di 23 paesi.
Originariamente nati come manifestazione biennale, nel 2003 è stato deciso di rendere i Giochi panarmeni un evento quadriennale.
Nell'agosto 2019, per la prima volta, in occasione della settima edizione dei giochi, la cerimonia di apertura non si è tenuta ad Erevan, bensì a Stepanakert, capitale della repubblica dell'Artsakh dove si sono disputate la maggior parte delle gare.
|     | Anno | Data                    | Sport | Atleti | Città (Nazioni) |
| --- | ---- | ----------------------- | ----- | ------ | --------------- |
| I   | 1999 | 28 agosto - 5 settembre | 7     | 1141   | 63 (23)         |
| II  | 2001 | 18 - 26 agosto          | 9     | 1419   | 82 (27)         |
| III | 2003 | 16 - 24 agosto          | 10    | 1559   | 82 (28)         |
| IV  | 2007 | 18 - 26 agosto          | 10    | 1576   | 94 (28)         |
| V   | 2011 | 13 - 21 agosto          | 10    | 3244   | 125 (33)        |
| VI  | 2015 | 2 - 13 agosto           | 17    | 6352   | 175 (35)        |
| VII | 2019 | 6 - 17 agosto           | 17    | 5300   | 161 (35)        |

## Medagliere per città (Migliori 5)
| Città       | Oro | Argento | Bronzo | Totale |
| ----------- | --- | ------- | ------ | ------ |
| Erevan      | 51  | 42      | 47     | 140    |
| Gyumri      | 15  | 12      | 19     | 46     |
| Vanadzor    | 6   | 8       | 4      | 18     |
| Stepanakert | 5   | 4       | 6      | 15     |
| Tbilisi     | 4   | 2       | 2      | 8      |
| Totale      | 114 | 113     | 114    | 341    |